# Dreiblättriger Baldrian
Der Dreiblättrige Baldrian (Valeriana tripteris) ist eine Art in der Gattung der Baldriane (Valeriana).

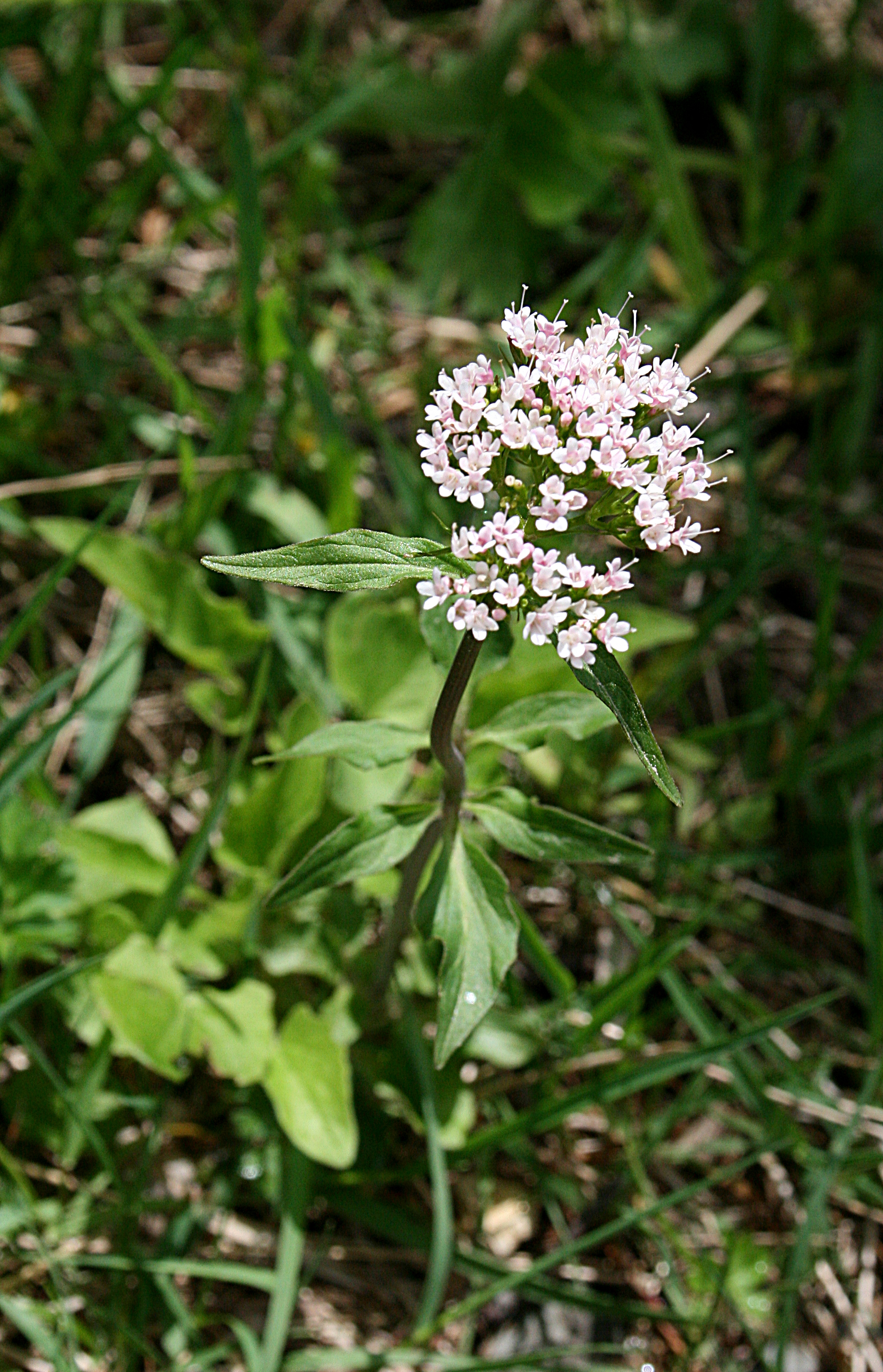
Dreiblättriger Baldrian in Haute-Savoie (Frankreich)

## Beschreibung
Die Pflanze wird etwa 30 bis 60 Zentimeter hoch. Die Spreiten der Grundblätter sind deutlich herzförmig, wobei die oberen Stängelblätter dreischnittig, selten fünfschnittig oder ungeteilt sind. Die Laubblätter sind kahl bis dicht, fast graufilzig behaart. Die Krone ist weiß bis blassrosa.
Blütezeit ist von April bis Juli.
Die Chromosomenzahl ist 2n = 16, auch für die Unterarten Valeriana tripteris subsp. tripteris und Valeriana tripteris subsp. austriaca.

## Vorkommen
Das Verbreitungsgebiet des Dreiblättrigen Baldrians sind Gebirge Europas von den Vogesen bis zu den Karpaten, weiters bis Nordspanien, dem südlichen Italien und dem Norden Griechenlands. Das Verbreitungsgebiet umfasst die Länder Spanien, Andorra, Frankreich, Korsika, Deutschland, Italien, Slowenien, Serbien, Kroatien, Schweiz, Österreich, Liechtenstein, Ungarn, Tschechien, Polen, Slowakei, Bosnien-Herzegowina, Montenegro, Albanien, Griechenland, Bulgarien, Rumänien und die Ukraine. In den Allgäuer Alpen steigt er bis über 2000 Meter auf.
Die Pflanze ist in Österreich insgesamt häufig, fehlt aber im Burgenland und Wien.
Als Standort bevorzugt die kalkliebende Pflanze feucht-schattige Felshänge, Felsspaltengesellschaften, Felsblöcke in Wäldern in der montanen bis subalpinen Höhenstufe. Sie ist eine Charakterart der Klasse Aplenietea trichomanis.
Die ökologischen Zeigerwerte nach Landolt & al. 2010 sind in der Schweiz: Feuchtezahl F = 3 (mäßig feucht), Lichtzahl L = 3 (halbschattig), Reaktionszahl R = 3 (schwach sauer bis neutral), Temperaturzahl T = 2+ (unter-subalpin und ober-montan), Nährstoffzahl N = 2 (nährstoffarm), Kontinentalitätszahl K = 3 (subozeanisch bis subkontinental).

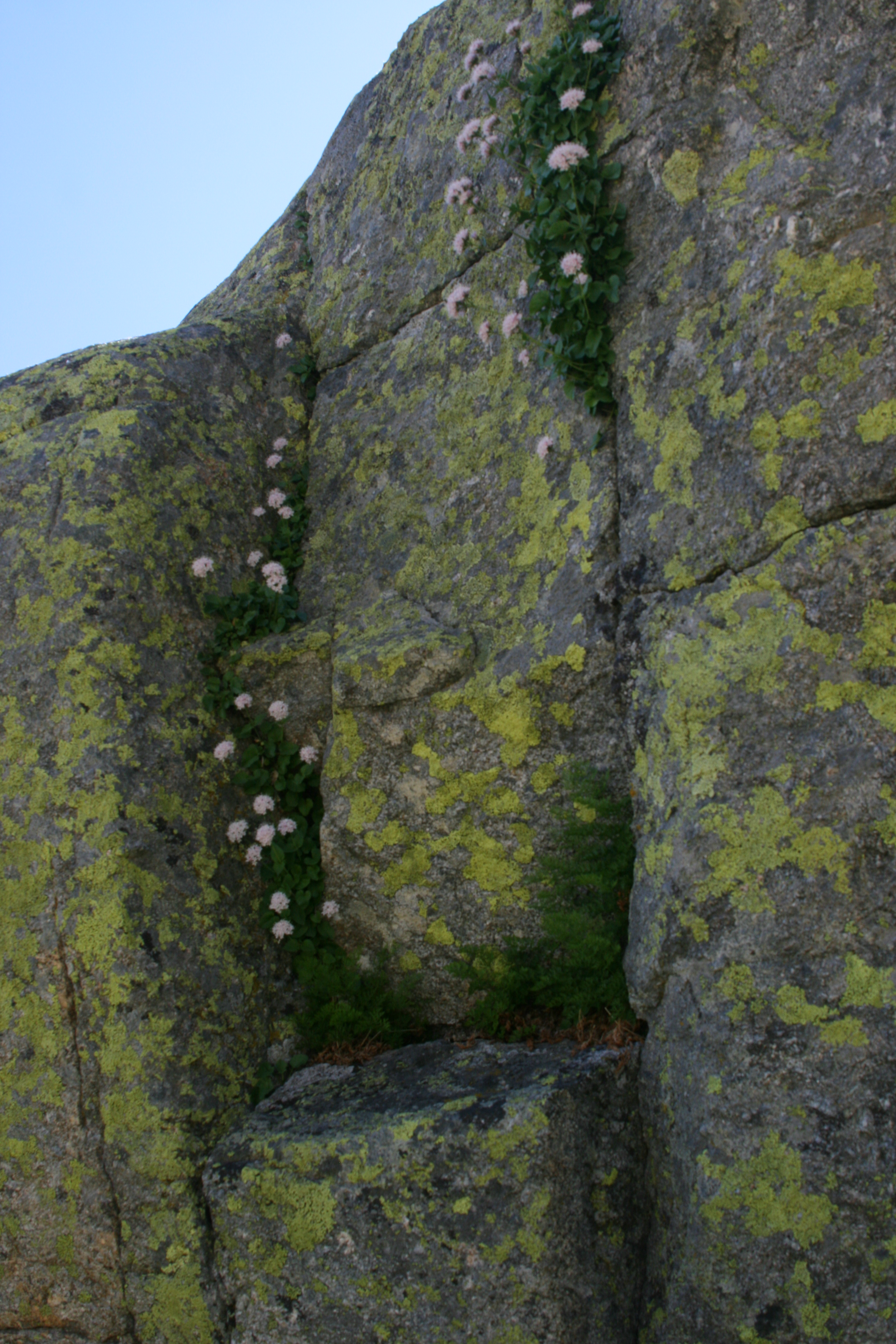
Dreiblättriger Baldrian (Valeriana tripteris) in der Sierra dos Gredos in Spanien

## Systematik
Valeriana tripteris wurde 1753 von Carl von Linné in Species Plantarum, Band 1, S. 32, erstveröffentlicht.
Man kann folgende Unterarten unterscheiden:
- Valeriana tripteris subsp. tripteris: Sie hat behaarte Blattstiele bei den grundständigen Blättern, aber sonst sind die Blätter kahl oder nur spärlich behaart. Sie kommt meist auf kalkarmer Unterlage vor.
- Valeriana tripteris subsp. austriaca E. Walther: Sie hat kahle Blattstiele bei den grundständigen Blättern
- Valeriana tripteris subsp. tomentella E. Walther: Sie hat beiderseits behaarte Blätter.

Nach Euro+Med kann man nur die folgenden Unterarten unterscheiden:
- Valeriana tripteris L. subsp. tripteris: Sie kommt in Spanien, Andorra, Italien und in Deutschland vor.[3]
- Valeriana tripteris subsp. tarraconensis (Pau) Devesa & al.: Sie kommt in Spanien vor.[3]